# Neocapritermes
Neocapritermes es un género de termitas isópteras perteneciente a la familia Termitidae que tiene las siguientes especies:
1. Neocapritermes angusticeps
2. Neocapritermes araguaia
3. Neocapritermes bodkini
4. Neocapritermes braziliensis
5. Neocapritermes centralis
6. Neocapritermes guyana
7. Neocapritermes longinotus
8. Neocapritermes mirim
9. Neocapritermes opacus
10. Neocapritermes parvus
11. Neocapritermes pumilis
12. Neocapritermes talpa
13. Neocapritermes talpoides
14. Neocapritermes taracua
15. Neocapritermes unicornis
16. Neocapritermes utiariti
17. Neocapritermes villosus